# Kičevo
Kičevo (kyrillisch Кичево; albanisch Kërçova, indefinit Kërçovë; türkisch Kırçova) ist eine Stadt im bergigen Westen Nordmazedoniens und Amtssitz der gleichnamigen Opština (alb. Komuna), zu der neben dem noch 78 weitere Ortschaften im Umland angehören. Die Stadt ist mit etwa 27.067 Einwohnern ein wichtiger Industrie- und Bergbaustandort für Nordmazedonien. Verkehrstechnisch besitzt Kičevo eine bedeutende Funktion. Alle Nationalstraßen Westmazedoniens treffen hier zusammen und auch die Nordmazedonische Eisenbahn unterhält in der Stadt einen Bahnhof.

## Geographie
Kičevo liegt eingeengt zwischen dem Bergmassiv der Bistra im Westen und dem Bergzug der Dobra Voda (alb. Ujmiri). Das Kičevo-Tal wird durch einen Nebenfluss der Treska durchflossen und ist bei Kičevo etwa 1,5 Kilometer breit. Südlich der Stadt fließt die Treska weiter nach Osten und bei Makedonski Brod nach Norden. Das Umland ist sehr gebirgig und bewaldet.
Am östlichen Stadtrand liegt der Stadthügel Kitino, welcher im Osten vom Nebenfluss der Treska begrenzt wird.

## Geschichte

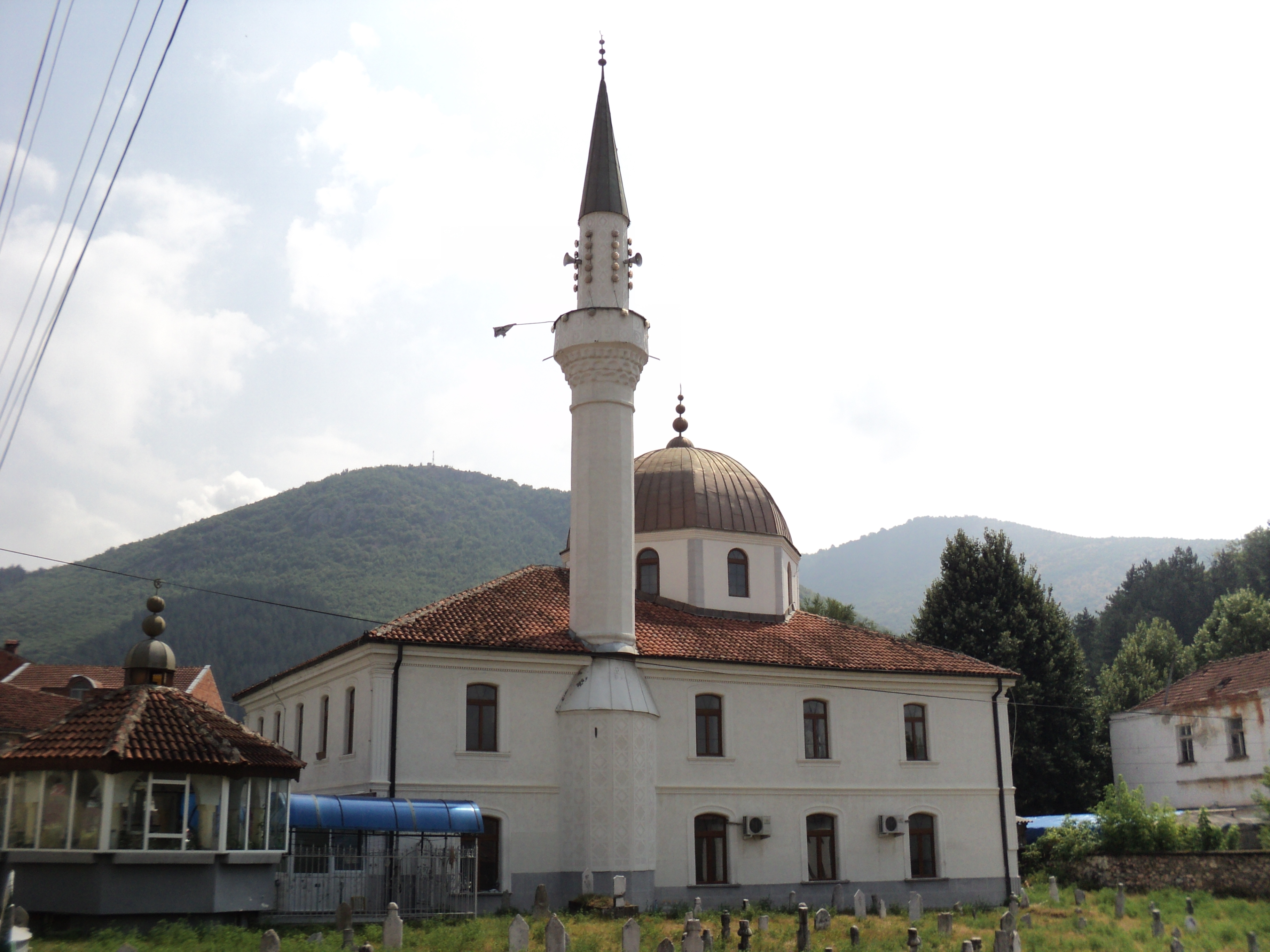
Sulltan Pajaziti-Moschee aus osmanischer Zeit

Zur frühen Geschichte von Kičevo ist sehr wenig bekannt. Historiker vermuten in der Nähe jedoch das antike Uscana, welches während des Krieges zwischen dem makedonischen König Perseus und Rom 170–169 v. Chr. erwähnt wird. Weitere Angaben zu diesem Ort gibt es nicht, auch die Lage von Uskana ist unbekannt.
Kičevo wurde erstmals 1018 als Kicavis erwähnt. Der Name taucht im Zusammenhang mit der Aufzählung der Orte des Erzbistums Ohrid, das nach der Eroberung des Ersten Bulgarischen Reiches durch den byzantinischen Kaiser Basileios II. und die Unterwerfung des Bulgarischen Patriarchats begründet wurde. Im Hochmittelalter fiel diese Region unter der Herrschaft des Serbischen Reiches. Im Jahr 1294 spendete der serbische König Stefan Uroš II. Milutin den Bau des Klosters St. Georg im Dorf Knežino, dem westlichen Nachbarort Kičevos.
Ende des 14. Jahrhunderts eroberte das Osmanische Reich den Ort und unter dessen Herrschaft erlebte die Stadt ihre größte Entwicklung. Dies war vor allem den vielen Vorkommen an Mineralien in der Region zu verdanken, unter anderem Kupfer und Mangan. Kırçova wurde befestigt und neben Moscheen wurde auch ein Uhrturm (Sahat-Kula) erbaut.
Laut der Statistik des Ethnographen Wassil Kantschow lebten in Kičevo Ende des 19. Jahrhunderts 1200 christliche und 3560 moslemische Bulgaren. Als nach dem Ersten Weltkrieg die Region dem Königreich Serbien zugesprochen wurde und die bulgarische Bevölkerung Verfolgungen und Diskriminierungen ausgesetzt wurde, emigrierte ein Teil der bulgarische Bevölkerung unter anderem in die nordbulgarische Stadt Mesdra, wo sie bis zur Kommunistische Machtergreifung 1944 über eigene Kultur- und Bildungsvereine verfügte.
Der Uhrturm von Kičevo wurde 1926 bei einem Feuer stark beschädigt und nach dem Zweiten Weltkrieg 1948, während der Ersten Jahre des Kommunismus in Jugoslawien abgerissen.
Nach der Reform der Opštini (Gemeinden) im Jahr 2004 demonstrierten in Kičevo wie auch in Struga Tausende von ethnischen Mazedoniern, da nunmehr die Albaner prozentual am stärksten in der Gemeindebevölkerung vertreten sein werden und die Mazedonier eine (große) Minderheit bilden werden. In den folgenden Jahren stabilisierte sich die Lage jedoch wieder.

## Sehenswürdigkeiten

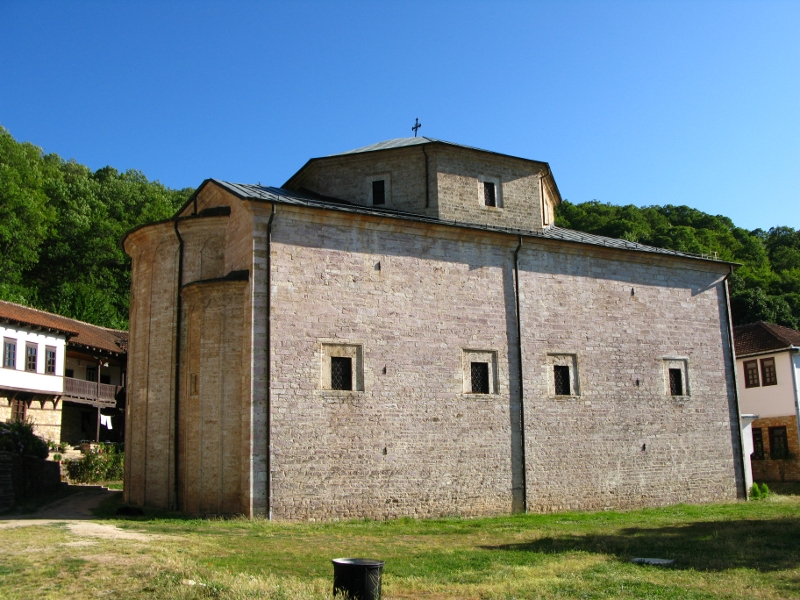
Kloster Kičevo

Zahlreiche Bauwerke aus osmanischer Zeit wurden im 20. Jahrhundert durch Nationalisten oder fremde Armeen zerstört, so unter anderem der Uhrturm durch serbische Truppen im Jahr 1938. Sein Baujahr war auf 1741 datiert und überragte den damaligen Marktplatz (Basar). Im 20. Jahrhundert wurde zudem die Altstadt fast vollständig überbaut, wodurch zahlreiche historische Gebäude verschwanden. Einzelne Moscheen und Kirchen überlebten diese Überbauung.
Ein bedeutendes Bauwerk Nordmazedoniens ist das Kloster Kičevo, welches südöstlich der Stadt auf einem Berg auf 920 m. i. J. im 16. Jahrhundert errichtet wurde.

## Bevölkerung
Kičevo hat 27.067 Einwohner (Stand: 2002). Davon sind 15.031 Mazedonier, 7641 Albaner, 2406 Türken, 1329 Roma und 660 zählen sich zu anderen Ethnien. 16.931 gaben Mazedonisch, 7635 Albanisch, 2183 Türkisch und 318 gaben andere Sprachen als Muttersprache an. 15.139 waren orthodox, 11.759 muslimisch und 169 zählten sich zu anderen Religionen.

## Wirtschaft
Kičevo wurde nach dem Zweiten Weltkrieg stark industrialisiert. Es entstanden Fabriken in den Bereichen Lebensmittelindustrie, Zementherstellung, Textil- und Bekleidungsindustrie und Konservenindustrie. Zur Zeit Jugoslawiens fanden rund 6000 Beschäftigte in diesem Wirtschaftszweig Arbeit. Fast alle waren ethnische Mazedonier. Über die Hälfte der Beschäftigten verlor jedoch nach dem Zerfall Jugoslawiens ihre Arbeit. Die meisten Firmen wurden geschlossen und nur noch einige Jobs im Verwaltungswesen sind noch verfügbar.
Ein wichtiger Wirtschaftszweig in Kičevo, der ebenfalls vor allem nach dem Zweiten Weltkrieg Auftrieb bekam, war der Bergbau. Obwohl schon 1937 mit dem Abbau von Mangan bei Dvorci (südöstlich von Kičevo) begonnen wurde, setzte erst nach dem Weltkrieg durch die von Jugoslawien einsetzende Industrialisierung eine stärkere Entwicklung im Bergbauwesen ein. So kam später neben Mangan auch Kupfer und Xylit hinzu, das in größerem Maße abgebaut wurde.

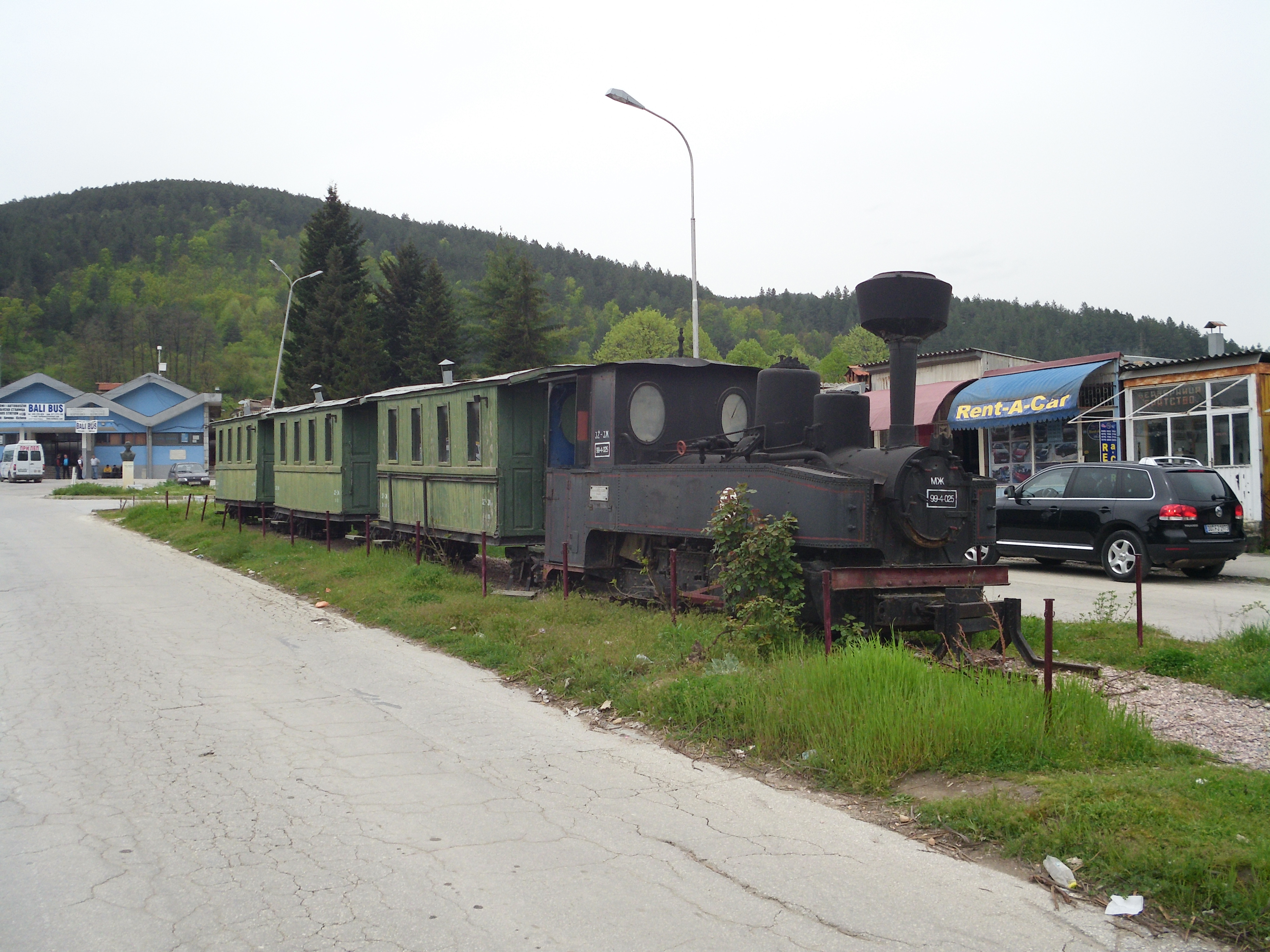
Schmalspurbahn, die früher von Gostivar nach Kičevo und Ohrid fuhr, vor dem Bahnhof von Kičevo.

Seit dem 10. August 1920 war die Stadt mit dem Eisenbahnnetz verbunden. Die Feldbahn mit einer Spurweite von 600 mm ermöglichte jedoch keinen Transport in großem Umfang. Deshalb wurde die Strecke zwischen Skopje und Kičevo in der Nachkriegszeit restauriert, und die Feldbahn ersetzte man durch die nicht elektrifizierte Bahnstrecke Skopje–Kičevo in Normalspur.
Seit jeher spielt die Landwirtschaft und Viehzucht in der Region eine wichtige Rolle. Obwohl sie nicht viel zum Bruttoinlandsprodukt beiträgt, sind viele Menschen, vor allem in den Dörfern, in diesem Sektor beschäftigt. Der Handel und die Dienstleistungen haben jedoch in den letzten Jahren vermehrt Arbeitsplätze geschaffen und verzeichnen weitaus höheren Umsatz als der Primäre Wirtschaftssektor. Angebaut werden grundsätzlich Mais, einzelne Getreidesorten, Gemüse, wie Tomaten, Paprika und Kraut, Hülsenfrüchte wie Bohnen und Früchte, unter anderem Kastanien, Trauben, Aprikosen, Äpfel und Kirschen. Früher hatte die Anpflanzung von Tabak eine durchaus höhere Bedeutung als heute, da mittlerweile die Beschränkungen für die private Bewirtschaftung stark vergrößert wurden.
Ein kleiner Teil der Beschäftigten ist zudem im Bereich der Gastronomie und im Tourismus beschäftigt. Restaurants sind vor allem entlang der Nationalstraße im Norden der Stadt, namentlich auf dem Straža-Pass Richtung Gostivar, entstanden. Sie werden im Sommer vor allem von den Diaspora-Albanern genutzt, die ihre familiären Festlichkeiten in großem Luxus hier veranstalten. Dieser Bevölkerungsteil, also die Diaspora aus der Schweiz, Deutschland und anderen Ländern Mitteleuropas, bringt jährlich große Geldsummen in die Stadt und trägt so zum großen Teil bei der Stabilisierung der Wirtschaft bei.
Durch die ansässige Industrie litt und leidet Kičevo unter starker Luftverschmutzung.

## Verkehr

### Straße
Kičevo ist ein Kreuzpunkt der Nationalstraßen Nordmazedoniens und Durchgangspunkt des Verkehrs auf dem Balkan. Die Nationalstraße A2 verbindet Skopje, die Hauptstadt des Landes, mit Albanien beim Grenzübergang Čafasan/Qafë Thana, westlich von Struga. Sie führt durch den westlichen Teil der Stadt von Norden kommend Richtung Süden und zweigt am Ende der Stadt mit der R1303, welche Kičevo über Makedonski Brod mit Prilep verbindet. Nach einigen Kilometern zweigt die A2 beim Ort Popolžani mit der M416, die Kičevo über Demir Hisar mit Bitola verbindet. Die A2 führt schließlich weiter über das gebirgige Südwesten Nordmazedoniens in die Ebenen von Struga und Ohrid und weiter zur albanischen Grenze. Auf dieser Trasse von Kičevo nach Čafasan/Qafë Thana bildet sie den Paneuropäischen Verkehrskorridor 8, der das Adriatische Meer bei Durrës und Vlora (Albanien) mit dem Schwarzen Meer bei Varna und Burgas (Bulgarien) verbindet. Die Strecke Skopje-Kičevo-Ohrid ist zugleich die Europastraße 65.
Im Mai 2014 begann der Autobahnbau zwischen Kičevo und Ohrid. Die Länge der Autobahn beträgt 45 km. Sie bedeutet infrastrukturell einen wichtigen Zugewinn für das Land.

### Eisenbahn

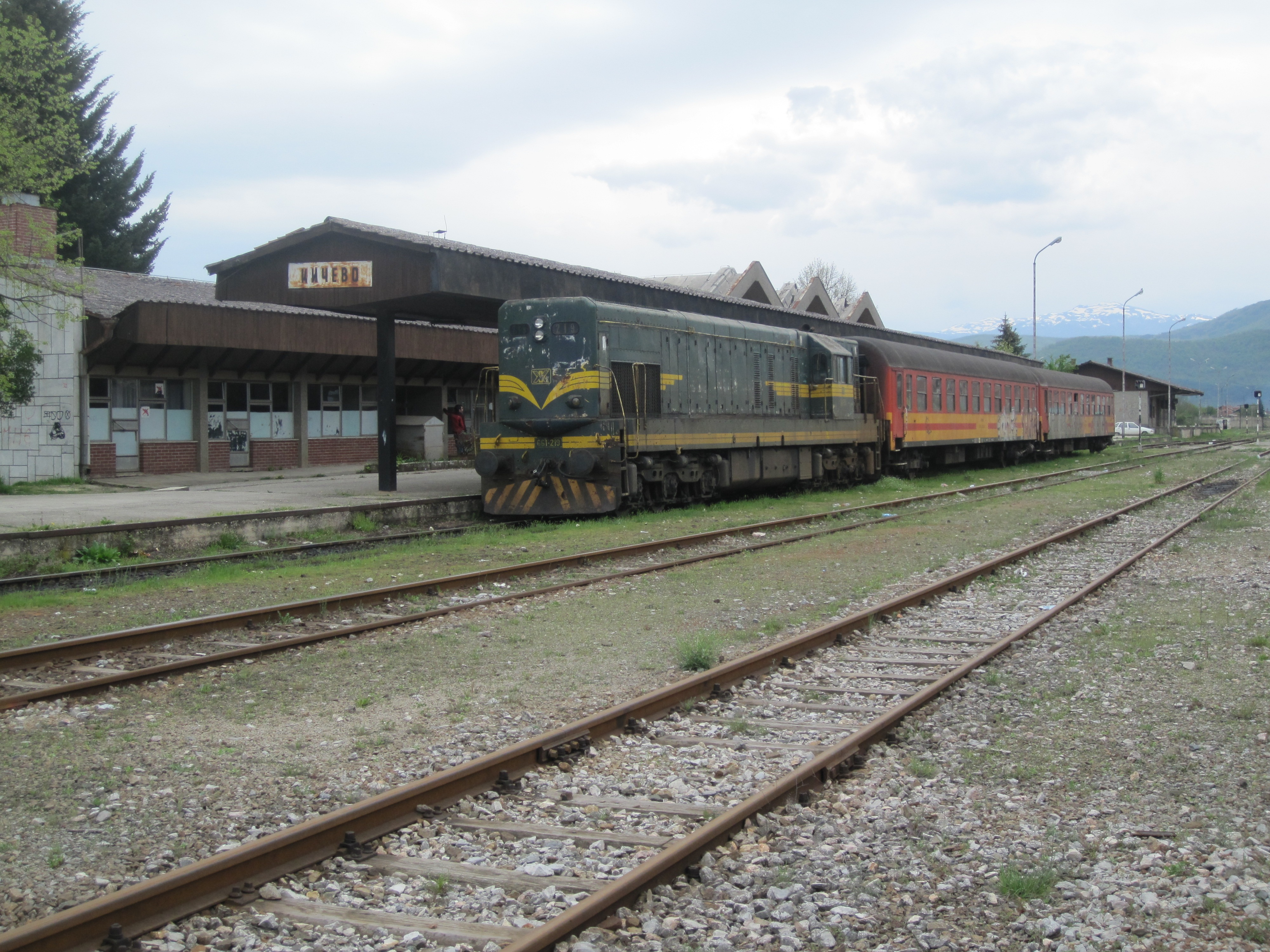
Bahnhof Kičevo

Kičevo ist der Endbahnhof der Bahnstrecke Skopje–Kičevo. Die Strecke wurde in der Zeit des Ersten Weltkriegs zunächst als Schmalspurbahn in der Spurweite 600 mm als Bahnstrecke Skopje–Ohrid gebaut. Seit 1969 reicht die Normalspurstrecke von Skopje bis Kičevo, der Abschnitt von hier bis Ohrid wurde aufgegeben.

### Luftverkehr
Die nationalen Flughäfen von Skopje und Ohrid sind 140 beziehungsweise 55 km entfernt.

## Sport
Der Fußballclub der ethnischen Albaner ist der 1977 gegründete KF Vëllazërimi.

## Söhne und Töchter der Stadt
- Kaliopi (* 1966), Rock- und Popsängerin
- Nataša Kocevska (* 1984), Handballspielerin
- Vlatko Lozanoski (* 1985), Rock- und Popsänger
- Besart Ibraimi (* 1986), Fußballspieler
- Uran Dervishi (* 1993), Volkssänger